# Quesadilla

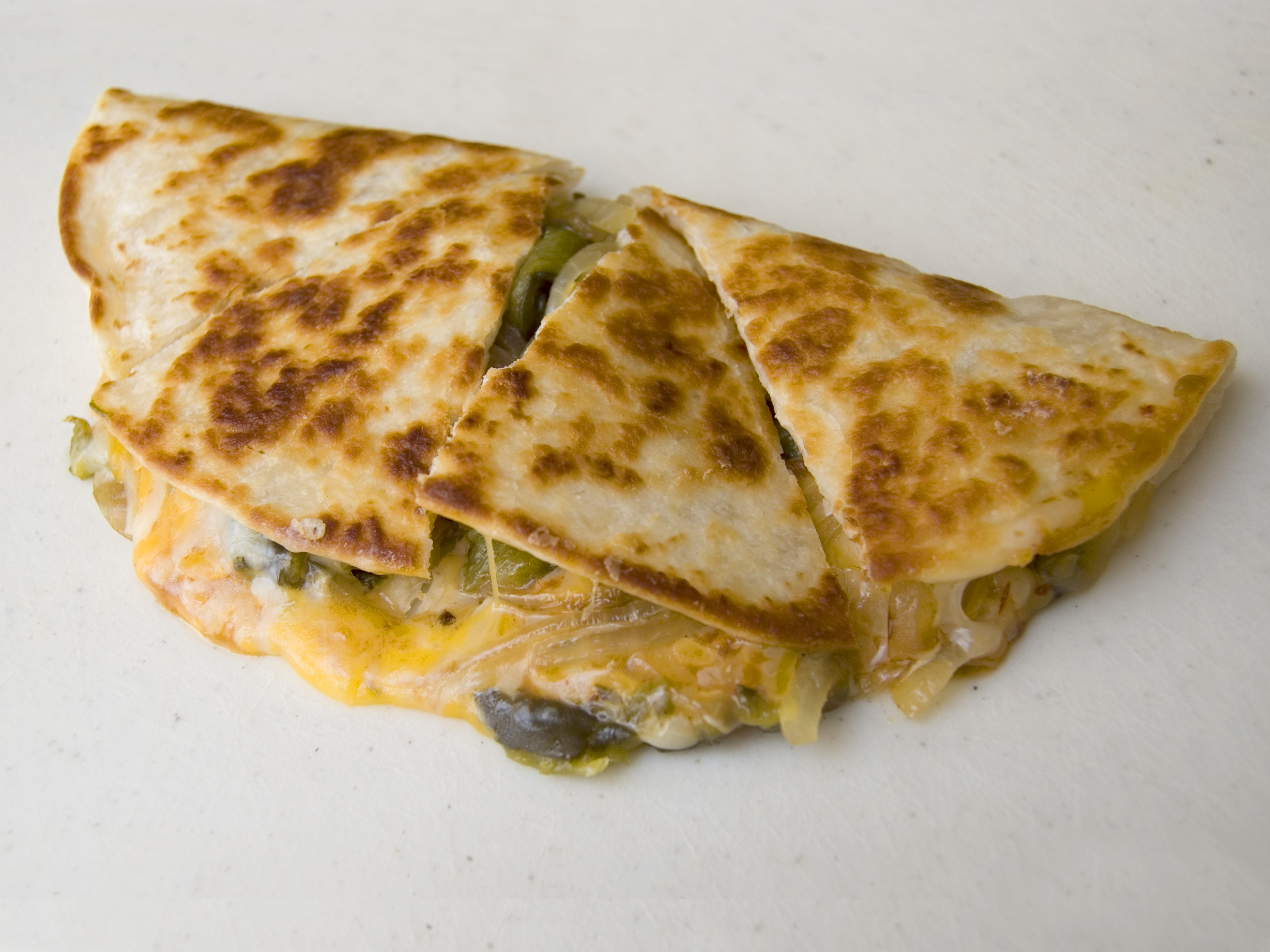
Corte de uma quesadilha

A quesadilha é uma tortilha, usualmente uma tortilha de milho - mas às vezes é feita com uma tortilha de trigo, que é recheada com queijo e depois é grelhada. Outros itens consistem em uma saborosa mistura de temperos ou vegetais, que são adicionados enquanto se está cozinhando ou grelhando. Uma quesadilha completa envolve duas tortilhas preenchidas com queijo e empilhado em cima uns dos outros. Metades são uma única tortilha recheada com queijo e dobradas em forma de meia-lua.

## Preparação
A preparação mais comum desta receita consiste basicamente em uma tortilha de milho amassada com sal e banha de porco, ou de farinha de trigo com manteiga à qual se agrega alguma variedade de queijo próprio para fundir (queijo Monterey Jack, queijo Chihuahua ou queijo Menonita, Adobera, queijo Oaxaca ou Asadero, ou outro), para posteriormente dobrar metade da tortilha sobre o queijo e esquentá-la em uma chapa ou frigideira com azeite ou sem ele, até que o queijo liquefaça-se. O aquecimento pode ser terminado quando o queijo derreta ou se obtenha uma textura crocante (comenda-se cozer em fogo brando, para que a tortilha não queime e o queijo derreta bem).

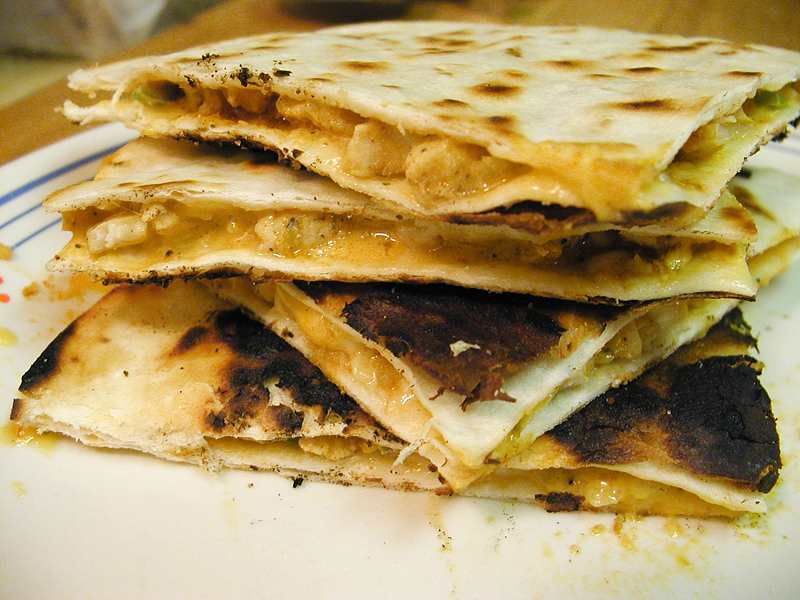
Quesadilha

## Servir
No noroeste do México as quesadilhas (de preferência com tortilhas à base de farinha de trigo) são feitas na chapa ou na grelha, e além do queijo fundido são incorporados diversos outros ingredientes.
A quesadilha pode ser servida dobrada ou com as tortilhas inteiras, com o recheio em seu interior (formato similar ao do beirute no Brasil). Quando não está dobrada, esta se chama tortilha sincronizada.
Para que uma quesadilha se diferencie de um burrito, esta deve ter queijo fundido. Além disso o burrito tem características próprias que os diferenciam, como o tamanho tradicional da tortilha (diâmetro maior), os ingredientes do prato principal e o formato como são servidos.